# Węzły Czebyszewa

Węzły Czebyszewa są równoważne współrzędnym na osi równo rozmieszczonych punktów na półokręgu jednostki (tutaj dla).

W analizie numerycznej węzły Czebyszewa są specyficznymi rzeczywistymi liczbami algebraicznymi, mianowicie pierwiastkami wielomianów Czebyszewa pierwszego rodzaju. Są często używane jako węzły w interpolacji wielomianowej, ponieważ wynikowy wielomian interpolacyjny minimalizuje efekt Rungego, czyli duże oscylacje wielomianu interpolacyjnego przy krańcach przedziału. Fakt, że miejsca zerowe wielomianów Czebyszewa zagęszczają się ku krańcom przedziału, pozwala lepiej związać wielomian zapobiegając naturalnym dla wielomianów wysokiego rzędu oscylacjom.

## Definicja

Miejsca zerowe pierwszych 50 wielomianów Czebyszewa pierwszego rodzaju

Dla danej liczby całkowitej {\displaystyle n} węzły Czebyszewa w przedziale {\displaystyle (-1,1)} to
{\displaystyle x_{k}=\cos \left({\frac {2k-1}{2n}}\pi \right),\quad k=1,\dots ,n.}
Są to pierwiastki wielomianu Czebyszewa pierwszego rodzaju stopnia {\displaystyle n.} Dla węzłów w dowolnym przedziale {\displaystyle [a,b]} można zastosować przekształcenie afiniczne:
{\displaystyle x_{k}={\frac {1}{2}}(a+b)+{\frac {1}{2}}(b-a)\cos \left({\frac {2k-1}{2n}}\pi \right),\quad k=1,\dots ,n.}

## Aproksymacja
Węzły Czebyszewa są ważne w teorii aproksymacji, ponieważ tworzą szczególnie dobry zestaw węzłów do interpolacji wielomianowej. Biorąc pod uwagę funkcję {\displaystyle f} na przedziale {\displaystyle [-1,+1]} i n punktów {\displaystyle x_{1},x_{2},\dots ,x_{n},} w tym przedziale, wielomian interpolacyjny jest unikalnym wielomianem {\displaystyle P_{n-1}} stopnia co najwyżej {\displaystyle n-1,} który ma wartość {\displaystyle f(x_{i})} w każdym punkcie {\displaystyle x_{i}.} Błąd interpolacji w {\displaystyle x} jest równy
{\displaystyle f(x)-P_{n-1}(x)={\frac {f^{(n)}(\xi )}{n!}}\prod _{i=1}^{n}(x-x_{i})}
dla pewnego {\displaystyle \xi } Więc logiczne jest, aby próbować zminimalizować
{\displaystyle \max _{x\in [-1,1]}\left|\prod _{i=1}^{n}(x-x_{i})\right|.}
Ten produkt jest unormowanym wielomianem stopnia {\displaystyle n.} Można wykazać, że maksymalna wartość bezwzględna (maksymalna norma) dowolnego takiego wielomianu jest ograniczona od dołu przez {\displaystyle 2^{1-n}.} Ta granica jest osiągana przez skalowane wielomiany Czebyszewa {\displaystyle 2^{1-n}T_{n},} które również są moniczne. Zauważmy, że {\displaystyle |T_{n}(x)|\leqslant 1} dla {\displaystyle x\in [-1,1]}. Dlatego też, gdy węzły interpolacji {\displaystyle x_{i}} są pierwiastkami {\displaystyle T_{n},} błąd spełnia:
{\displaystyle \left|f(x)-P_{n-1}(x)\right|\leqslant {\frac {1}{2^{n-1}n!}}\max _{\xi \in [-1,1]}\left|f^{(n)}(\xi )\right|.}
Dla dowolnego przedziału {\displaystyle [a,b]} zmiana zmiennej pokazuje, że:
{\displaystyle \left|f(x)-P_{n-1}(x)\right|\leqslant {\frac {1}{2^{n-1}n!}}\left({\frac {b-a}{2}}\right)^{n}\max _{\xi \in [a,b]}\left|f^{(n)}(\xi )\right|.}